# Xã Guilford, Quận Medina, Ohio
Xã Guilford (tiếng Anh: Guilford Township) là một xã thuộc quận Medina, tiểu bang Ohio, Hoa Kỳ. Năm 2010, dân số của xã này là 3.203 người.